# Vicatia thibetica
Vicatia thibetica är en flockblommig växtart som beskrevs av H.Boissieu. Vicatia thibetica ingår i släktet Vicatia och familjen flockblommiga växter. Inga underarter finns listade i Catalogue of Life.